# Visoki kras
Visoki kras (ali Območje visokega krasa) je tektonska enota na Balkanu v jugovzhodni Evropi in je del Dinarskega gorstva (Dinaridov), za katerega je značilen visokogorski kras. Najdemo ga v Sloveniji, na Hrvaškem, v Italiji, v Bosni in Hercegovini, na Kosovu, v Srbiji, v Črni gori in v Albaniji. Zunanji robovi so sestavljeni iz triasno-krednih sedimentnih plasti, proti jugozahodu pa ga obkrožajo kamnine globokomorskega izvora.

## Geologija
Visoki kras Zunanjih Dinaridov je tektonska enota, ki jo je prepoznala skupina francoskih geologov, ki je v novejši znanstveni literaturi znana kot Aubouinova skupina. Enota je sestavljena iz tektonsko zelo deformiranih karbonatnih in klastičnih kamnin, ki so nastale med obdobjem zgornjega karbona v karbonu v mezozoiku in v eocenu v paleogenu v kenozoiku.  V zgodnjem triasu so se tja odlagali morski karbonati in siliklasti, ki so nastali zaradi erozije kontinentalne police. V srednjem triasu so na tem območju prevladovali globokomorski pogoji. V zgornjem triasu so pričele nastajati prve karbonatne plasti. V eocenu so se tja odložile še flišne plasti.

### Narivanja
Na severu se nariva na južne Alpe. Na vzhodu se nariva na predkraško enoto in bosanski fliš. Visoki kras prekriva dalmatinsko cono na zahodu in cono Budva-Cukali na jugozahodu. Ta vsebuje triasne globokomorske sedimente in kenozoiske flišne plasti in ločuje Visoki kras od Dalmacijske cone. Severneje se Visoki kras od Dalmacijske cone razmejuje po prelomnici Split–Karlovac. Na jugu je enota odrezana s prelomnico Skadar-Peć, prav tako pa meji na Zahodno vardarsko ofiolitsko enoto.